# ماتیا فراتو
ماتیا فراتو (انگلیسی: Mattia Ferrato؛ زادهٔ ۵ اوت ۱۹۸۹) بازیکن فوتبال اهل ایتالیا است.
از باشگاه‌هایی که در آن بازی کرده‌است می‌توان به باشگاه فوتبال پرو ورچلی و باشگاه فوتبال پارما اشاره کرد.